# کیلومترشمار

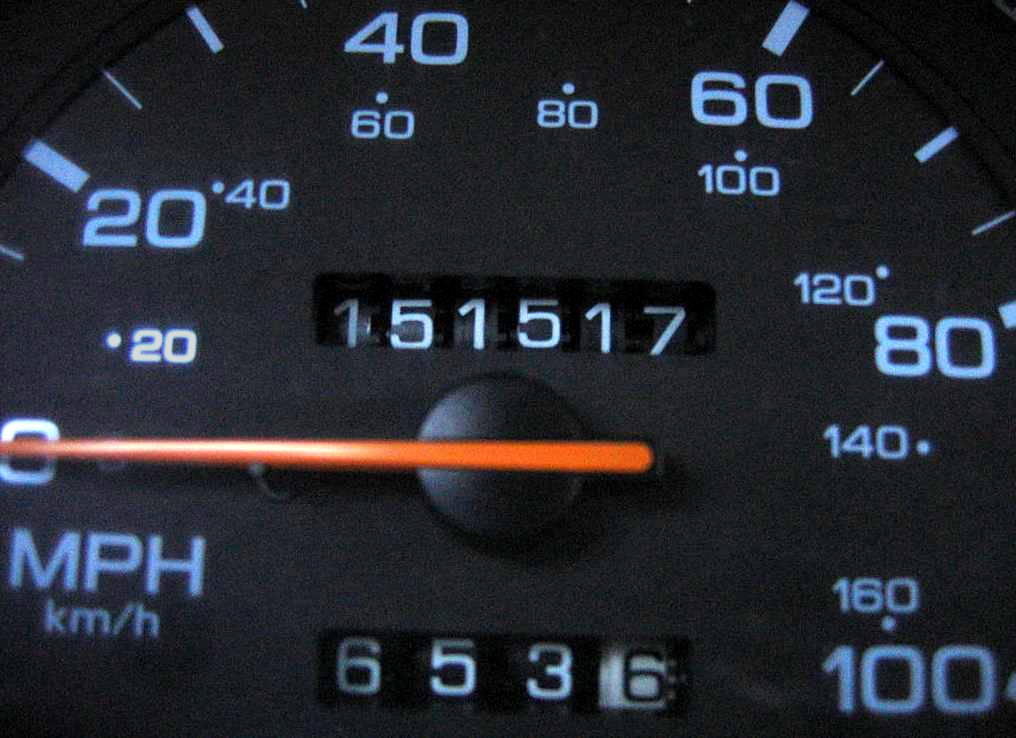
مسافت سنج مکانیکی همراه با گردش شمار در پائین

اودومتر (کیلومترشمار یا مایلومتر) مسافتی را که یک خودرو حرکت کرده‌است نشان می‌دهد. این وسیله ممکن است الکتریکی، مکانیکی یا ترکیبی از هر دوی این‌ها باشد. لغت اودومتر از واژه‌های یونانی "hodos" به معنای راه یا دروازه و "metron" به معنای اندازه مشتق شده‌است.

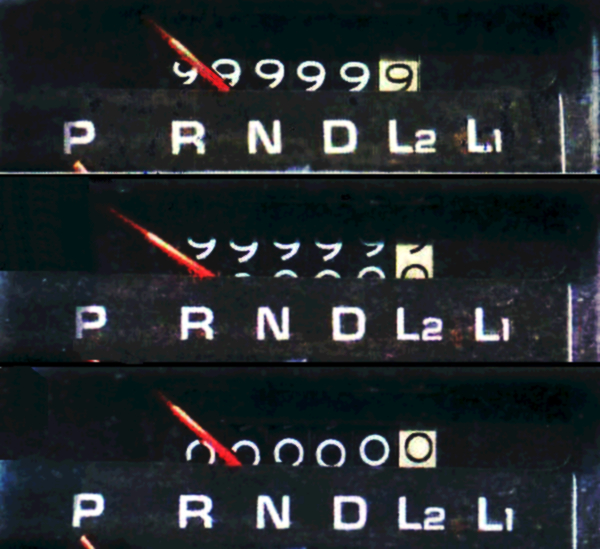
دوباره صفر شدن کیلومتر شمار خودرو

## عملکرد کیلومترشمار
در خودروهای ابتدایی حداکثر عدد ۹۹۹۹۹ کافی بود، ولی با پیشرفت خودروها به یک رقم بیش تر احتیاج بود. وقتی که عدد نشان داده شده به بیشترین مقدار خود می‌رسد ادومتر دوباره از صفر شروع به کار می‌کند.
در اکثر خودروهای امروزی یک مسافت سنج نیز موجود است. بر خلاف ادومتر، مسافت سنج در هر لحظه قابل صفر کردن است و بنابراین این امکان را می‌دهد تا مسافت طی شده در یک سفر یا در قسمتی از سفر را اندازه‌گیری کرد. در گذشته اودومترها کاملاً مکانیکی بوده‌اند اما در اکثر خودروهای امروزی به صورت الکتریکی هستند. خودروهای لوکس معمولاً چند مسافت سنج دارند. اکثر مسافت سنج‌ها حداکثر مقدار ۹۹۹٫۹ را می‌تواند نشان دهند. با استفاده از مسافت سنج می‌توان مسافتی را که با هر باک بنزین خودرو می‌تواند طی کند اندازه گرفت. بدین ترتیب به راحتی می‌توان بازدهی انرژی خودرو را با دقت خوبی تحت نطر داست. یک استفاده رایج دیگر مسافت سنج این است که با صرفنطر کردن ان در هر مرحله از سفر می‌توان فهمید که چه موقع باید پیچید.

## تاریخچه

### دنیای غرب
احتمالاً اولین شواهد استفاده از اودومتر را می‌توان در کار هایپلینی واسترابون یافت، هر دو نویسنده فاصله راه‌هایی را که اسکندر مقدونی طی کرده‌است و توسط دو نفر از فاصله سنج‌های او «دیوگنتوس» و «بائتون» اندازه گرفته‌اند، در کتاب‌های خود نوشته‌اند. اما دقت اندازه‌گیری‌های این دو فاصله سنج نشان می‌دهد که آنها از یک ابزار مکانیکی استفاده کرده‌اند. برای مثال فاصله بین دو شهر «هیکاتومپیلوس» و «الکسانریا آریون» که بعدها به قسمتی از راه ابریشم تبدیل شد توسط فاصله سنج‌های اسکندر ۵۲۹ مایل انگلیسی اندازه‌گیری شده‌است که با اندازه واقعی واقعی ان، ۵۳۰ مایل انگلیسی، فقط ۰٫۴٪ اختلاف دارد. از ۹ اندازه‌گیری که توسط فاصله سنج‌ها اندازه گرفته‌اند و در کتاب تاریخ طبیعی پلینی باقی‌مانده‌است، ۸تا کمتر از ۵٪ وقتی سه تای ان‌ها کمتر از ۱٪ با مقدار واقعی خود اختلاف دارند.
از آن جایی که این تفاوت‌های کم با توجه تغییراتی که در جاده‌ها در ۲۳۰۰ سال گذشته رخ داده‌اند قابل توجیه‌است، دقت کلی این اندازه‌گیری‌ها ایجاب می‌کند که این فاصله سنج‌ها از یک ابزار پیچیده استفاده می‌کرده‌اند، هر چند به استفاده از چنین ابزاری به‌طور مستقیم اشاره‌ای نشده‌است.
ادومتر ویتروویوس بر مبنای چرخ کالسکه‌ای به قطر ۴ فوت (۱٫۲ متر) که در هر مایل رومی ۴۰۰ دور می‌چرخید ساخته شده‌است. در هر دور چرخش سوزنی روی محور به یک چرخ دنده با ۴۰۰ دندانه گیر می‌کرد و بنابراین این چرخدنده در هر مایل دور کامل می‌چرخید.
هر دور چرخش این چرخ دنده چرخ دیگری که در محیط خود سوراخ‌هایی داشت درگیرمی شد. بر روی محیط این چرخ سنگ ریزه‌هایی بود (calculus) که دانه به دانه با چرخش چرخ درون جعبه‌ای ریخته می‌شد؛ بنابراین با شمردن تعداد این سنگ ریزه‌ها به راحتی می‌شد مسافت طی شده را اندازه‌گیری کرد. این مسئله که این وسیله اصلاً در آن زمان ساخته شده‌است یا نه هنوز مورد بحث است. لئوناردو دا وینچی سعی کرد تا مطابق این توصیفات این دستگاه را بسازد اما نتوانست. بعدها بنجامین فرانکلین نمونهٔ خود را ساخت. او هنگامی که با کالسکه به مسافرت می‌رفت یک اودو متر ساده را ساخت. او می‌خواست بداند چه مقدار و با چه سرعتی حرکت کرده‌است.
اودو متر به صورتی که در سیستم‌های جدید استفاده می‌شود که در آن برای کنترل هر رقم یک چرخ دندهٔ جدا وجود دارد در سال ۱۸۴۷ توسط ویلیام کلایتون با کمک اوسون پرات ساخته شده‌است. او اودو متر را برای شمارش تعداد چرخش‌های چرخ‌های واگن‌های اولیه ساخت. اودو متر حداقل دو چرخ دنده داشت، یکی که هر یک چهارم مایل می‌چرخید و دیگری که هر ۱۰ مایل می‌چرخید.

### چین

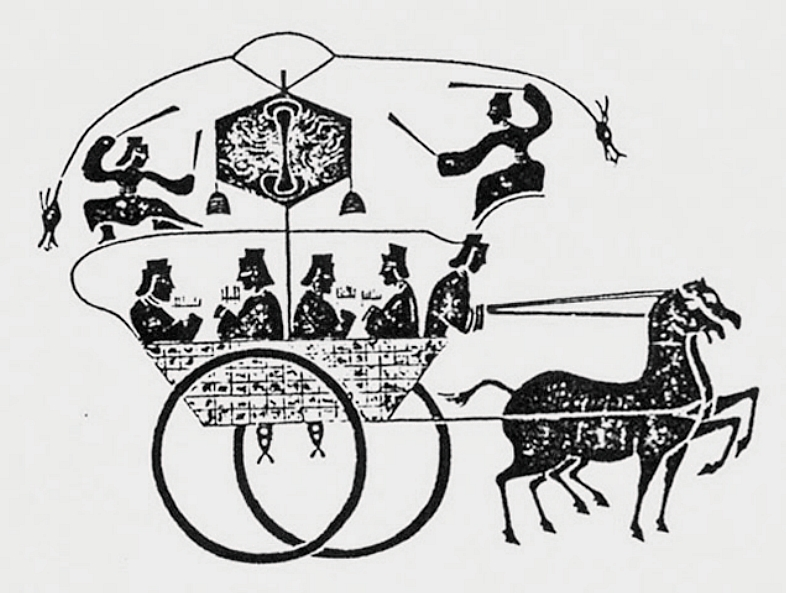
A یک اودومتر کالسکه در سلسله هان که با اسب کشیده می‌شود.

بعدها نیز در چین قدیم احتمالاً توسط ژانگ هنگ (۷۸–۱۳۹ بعد از میلاد مسیح)، مخترع و دانشمند از سلسلهٔ هان اودومتر ساخته شد. ژانگ هنگ را اغلب سازنده اودومتر می‌شناسند، افتخاری که او را در کنار هم عصران قبلی خود ارشمیدس و هرون از اسکندریه قرار می‌دهد. تا قرن سوم (در مدت پادشاهی ۳ پادشاه) چینی‌ها این وسیله را (jì lĭ gŭ chē' (記里鼓車' یا «لی شمار کالسکه» نامگذاری کرده بودند. لی واحد طولی است که برابر ۵۰۰m یا ۱۶۴۰ فوت است. در کتاب‌های چینی قرن سوم طرز کار این وسیله آمده‌است. هنگامی که کالسکه یک لی را طی می‌کرد یک مجسمهٔ چوبی با بازوی مکانیکی خود طبلی را به صدا درمی‌آورد و هنگامی که ۱۰ لی طی می‌شد یک مجسمه چوبی دیگر یک زنگ را به صدا درمی‌آورد.
علی‌رغم این که اختراع اودومتر به ژانگ هنگ یا حتی به ما جون (۲۰۰–۲۶۵) نسبت داده می‌شود، شواهدی موجود است که نشان می‌دهد اختراع اودومتر یک فرایند تدریجی بوده‌است که در سلسلهٔ هان و در راس آن درباریان هوانگ هن (یعنی خواجه‌ها، مقامات کاخ، آشنایان و مهمان‌ها، بازیگران و آکروبات‌ها و …) که دسته موسیقی به کالسکه طبل شاهی را دنبال می‌کردند قرار داشته‌اند. جوزف نیدهام می‌گوید جای تعجب نیست که این گروه اجتماعی سازنده چنین ابزاری بوده‌اند، چرا که شواهد دیگری از صنعت‌گری آنها در ساخت وسایل مکانیکی دیگری برای خشنود کردن امپراتور و درباریان وجود دارد. حدس زده می‌شود زمانی در قرن اول قبل از میلاد مسیح (در سلسله هان غربی) ضربه‌های طبل‌ها و گانگ‌ها به‌طور خودکار به صورت مکانیکی به وسیله چرخیدن چرخ‌ها ایجاد می‌شد. این ممکن است طراحی لوکسیا هنگ (۱۱۰ ق. م) باشد، اما در سال ۱۲۵ بعد از میلاد مسیح قطعاً اودومتر مکانیکی در کالسکه در چین شناخته شده بود (چنان‌که در یک نقاشی روی دیوار مقبره ژیاو تانک شان دیده می‌شود).
اودومتر هم چنین در دوره‌های بعدی تاریخ چین مورد استفاده قرار گرفت. در کتاب تاریخی جین شو (۶۴۵ ب. م) در قدیمی‌ترین قسمت کتاب گرد آوری شده‌است که به نام کوی باو (۳۰۰ ب. م) شناخته می‌شود، استفاده از اودومتر به همراه توصیفات کافی (و به طرز جالبی نسبت دادن آن به دوره هان غربی (۲۰۲ ق.م. – ۹ ب. م) آمده‌است. در نوشته‌های کتاب جین شو آمده‌است که اودومتر بعدها به جنوب‌نما، وسیله‌ای مکانیکی که توسط ما جون (۲۰۰–۲۶۵، هم چنین چرخ دنده تفاضلی را ببینید) اختراع شده‌است شبیه شد. آن گونه که در کتاب سونگ شی از سلسله سونگ آمده‌است (۹۶۰ ب.م. – ۱۲۷۹ب. م) اودومتر و جنوب نما توسط مهندسان قرن نهم، یازدهم و دوازدهم در یک وسیله چرخ دار با هم ترکیب شدند. در کتاب سان تزو سوان چینگ که به قرن ۳ تا ۵ بازمی‌گردد، مسئله‌ای ریاضی برای دانش آموزان وجود دارد که در مورد اودومتر است. در این مسئله فاصله دو شهر و هم چنین فاصله‌ای که با هر بار چرخیدن چرخ کالسکه طی می‌شود داده شده‌است و سؤال شده‌است که اگر کالسکه بخواهد این فاصله را طی کند چرخ‌ها چند بار خواهند چرخید.

## عصر جدید
در عصر جدید آندره اسلیسویک توانست یک اودومتر با استفاده از چرخ دنده نه به صورت سنتی بلکه با استفاده از مکانیسمی شبیه آنتی کیترا بسازد.

## به عقب برگرداندن و شرایط قانونی
یک تقلب رایج در مورد اودومتر تغییر دادن عدد نشان داده شده توسط آناست که معمولاً به آن کلاکینگ می‌گویند. این کار برای کم‌تر جلوه دادن مقدار مسافت طی شده توسط خودرو انجام می‌شود و در نتیجه می‌توان قیمت ظاهری خودرو را افزایش داد. اکثر خودروهای امروزی اودومترهای دیجیتال دارند که مسافت طی شده را در ماجول کنترل موتور ذخیره می‌کند. بدین ترتیب دستکاری مسافت طی سده سخت (ولی نه غیرممکن) می‌شود. در مورد اودومارهای مکانیکی می‌توان آن‌ها را از خودرو جدا کرد و ارقام را به عقب برگرداند یا می‌توان سیم متصل به آن را جدا ساخت و به یک زوج اودومتر/ سرعت سنج دیگر متصل کردو در اودومترهای امروزی مسافتی را که خودرو به سمت عقب حرکت می‌کند نیز به مقدار اودومتر اضافه می‌کنند تا مقدار نشان داده شده به‌طور دقیق مقدار استفاده و استهلاک خودرو را نشان دهد (در خودروهای قدیمی تر می‌توان با حرکت به سمت عقب مقدار عدد نشان داده شده را کاهش داد). قیمت فروش یک خودرو معمولاً بسیار تحت تأثیر عدد نشان داده شده توسط اودومتر می‌باشد اما از آن جایی که اودومترها تحت کنترل مالک خودرو هستند ذاتاً غیر قابل اعتماد هستند. بسیاری از قانون گزاران قوانینی تصویب کرده‌اند که افرادی را که اعداد اودومتر را تغییر می‌دهند جریمه کنند. در آمریکا و بسیاری از کشورهای دیگر از مکانیک‌ها خواسته می‌شود تا هر موقع خودرویی تعمیر شد مقدار کیلومتر شمار آن را ثبت کنند. پس از آن شرکت‌هایی مثل کار فکس از این اطلاعات استفاده می‌کنند تا به خریداران خودرو برای فهمیدن این که آیا اودومتر به عقب برگردانده شده‌است یا نه کمک کنند.

## استفاده از GPS به عنوان اودومتر
اخیراً ورزشکاران به این نتیجه رسیده‌اند که با استفاده از اودومترهایی که از یک گیرنده GPS (GPSr) استفاده می‌کنند می‌توان به‌طور بسیار دقیقی مسافت‌های طی شده در فعالیت‌های ورزشی را اندازه‌گیری کرد. در حالی که این وسیله در واقع قدم‌ها را نمی‌شمارد (از هیچ پاندولی استفاده نشده‌است) یک اودومتر پیشرفته می‌تواند مسافت طی شده را به‌طور دقیق تا حد ۱۰۰/۱ مایل (بر حسب مدل این عدد ممکن است به ۱۰۰۰/۱ مایل نیز برسد) محاسبه کند. ۱۰۰۰/۱ مایل تقریباً مسافت طی شده در دو قدم است (۱٫۶۰۹ متر). اودومترهای متریک دقیق دقتی تا حدود ۱۰۰/۱ یا ۱۰۰۰/۱ کیلومتر یعنی به ترتیب ۱۰ یا ۱ متر دارند.
هم جنین با استفاده از اودومترهای GPS می‌توان با هزینه بسیار پایینی در یافت که آیا سرعت سنج و اودومتر خودرو درست عمل می‌کنند.

## مالیات اودومتر
در واقع یک مالیات جاده‌است که بر حسب هر واحد مسافت طی شده توسط خودرو محاسبه می‌شود. این مالیات با به وجود آمدن خودروهای الکتریکی و خودروهای با بازدهی سوخت بسیار بالا اهمیت بیشتری می‌یابد.